# Tel Nitsana
Tel Nitsana (en hébreu : ניצנה ; parfois « Nitzana » ou « Nizzana ») est une ancienne cité nabatéenne, située dans le sud-ouest du désert israélien du Néguev près de la frontière égyptienne.

## Présentation historique
Les Nabatéens fondèrent le site au IIIe siècle av. J.-C. Il facilitait le commerce au croisement des itinéraires Élat - Gaza et Jérusalem - Égypte. En particulier les épices et l'encens. Seul le mur nord, entre l'enceinte fortifiée et les églises, remonte à cette époque (IIe siècle av. J.-C.).
La période byzantine fut une période de particulière prospérité. Ce qu'on appelle parfois la forteresse est une enceinte fortifiée de 85 m x 35 m munie de cinq tours carrées qui date du IVe siècle. Toute la superficie ainsi délimitée est organisée pour récupérer l'eau de pluie et la stocker en citerne (qui se trouve dans la partie sud). Cette forteresse était conçue pour la permanence d'une garnison et donner la possibilité de mettre la population locale à l'abri d'une menace de courte durée. Trois églises ou chapelle (consacrée l'une à Marie Mère de Dieu et l'autre aux saints militaires Serge et Bacchus) sont datées du (Ve siècle).
L'avènement de la puissance musulmane au VIIe siècle fut pacifique, mais favorisa l'abandon des terres jusqu'à l'abandon total des lieux au cours du VIIIe siècle.
Par contre la période ottomane fut néfaste d'un point de vue archéologique puisque le site servit de carrière de pierres pour les constructions nécessaires, dont une gare et surtout un hôpital dont les ruines s'imposent actuellement au sommet du tell.
Sous la domination britannique, au cours de la campagne de fouilles de 1935-1937, 195 manuscrits grecs et arabes furent découverts, dont certains sont importants. Ils éclairent spécialement la vie de la société nabatéenne locale entre 505 et 689, c'est-à-dire la fin de la période byzantine et le début de la période musulmane. Ceci explique le fait que malgré le peu de restes archéologiques, à comparer par exemple avec Shivta, le site nabatéen est particulièrement bien connu. L'onomastique locale révèle que les Nabatéens furent nombreux à se convertir au christianisme. Elle nous restitue aussi de nombreux noms de sites, noms qui seraient perdus sans ces manuscrits.
Le site a été conquis par l'armée égyptienne en mai 1948  puis reconquis par l'armée israélienne en décembre 1949. Un monument du souvenir militaire (Tel Nizana war memorial) se trouve à proximité immédiate du site archéologique pour commémorer cette étape de l'histoire. La démilitarisation de cette zone où siégea la commission de paix israélo-égyptienne à la suite des accords d'armistice israélo-arabes de 1949, fut révoquée à la suite des activités fedayines.
Les fouilles depuis 1986 permirent en plus de dégager des bâtiments résidentiels, l'escalier monumental d'accès au tell, et la chapelle orientale.